# علم جمهورية التشيك

علم جمهورية التشيك

علم جمهورية التشيك الثلاثي الألوان

علم جمهورية التشيك هو نفس علم تشيكوسلوفاكيا المكون من شريطين أفقيين أبيض وأحمر مع مثلث أزرق عند جهة السارية، وبعد تفكك تشيكوسلوفاكيا عام 1993 تبنت سلوفاكيا علماً خاصاً بها، حيث احتفظت التشيك بالعلم القديم مخترقة بذلك بنداً دستورياً ينص على عدم استخدام رموز مشتركة خلال فترة الاتحاد بين البلدين.
الجدير ذكره أن علم التشيك شبيه بعلم الفلبين لكن بعكس اللونين الأزرق والأبيض مكان بعضيهما البعض، العلم التشيكي مشابه لأعلام بولندا وإندونيسيا وموناكو وتريساكتي بينما يشابه العلم الفلبيني أعلام ليختنشتاين وهايتي وسينت مارتن.

## التاريخ

علم بوهيميا مابين عامي 1918 - 1920 والعلم المدني الحالي للبلاد

العلم الاستعماري لمحمية بوهيميا ومورافيا الألمانية النازية خلال الحرب العالمية الثانية 1939 - 1945

أول أعلام تشيكوسلوفاكيا كان مطابقاً لعلم بولندا المكون من شريطين أفقيين أبيض من الأعلى وأحمر من الأسفل، ما لبث أن أضيف المثلث الأزرق على جانبه الأيسر. مصمم العلم يدعى ياروسلاف كورسا والذي كان يعمل كمسؤول الأرشيف في وزارة الداخلية. ألوان العلم مأخوذة من الدرع القديم لمنطقة بوهيميا التاريخية، ولأن الألوان كانت مطابقة لألوان علم بولندا وعلم النمسا, تم إضافة المثلث الأزرق عام 1920. وتم تبنيه رسميا في 30 مارس 1920. ومنذ ذلك الوقت لم يتغير العلم باستثناء فترة الحرب العالمية الثانية  حيث في فترة الاستعمار الألماني النازي عام 1939 تغيرت صورة العلم إلى 3 أشرطة أفقية (أبيض وأحمر وأزرق) وبعد تخليص تشيكوسلوفاكيا من حكم ألمانيا النازية الاستعماري أعيد العلم الأصلي عام 1945.

## أعلام مشابهة حسب التصميم

### أعلام مشابهة للعلم الحالي

علم الفلبين
علم تريساكتي
علم سينت مارتن
علم أكاديانا
علم تكساس
علم تشيلي
علم البعثة التحررية البيروفية

### أعلم مشابهة للعلم المدني

علم بولندا
علم إندونيسيا
علم موناكو